# Bethal
Bethal este un oraș din Africa de Sud.